# アナ・ダシウバ
アナ・カロリナ・ダシウバ（ポルトガル語: Ana Carolina da Silva、1991年4月8日 - ）は、ブラジルの女子バレーボール選手。ブラジル代表。

## 来歴

### クラブチーム
ベロオリゾンテ出身。2005年にMackenzie ECへ入団し、バレーボール選手としてのキャリアをスタートさせる。同チームで4年間プレーした。2010/11シーズンにEC Pinheirosでプレーし、ブラジル・スーパーリーガで4位となる。2013/14シーズンから所属したレクソーナ・アデスではリーグ4連覇に大きく貢献した。2013年の世界クラブ選手権で銀メダルを獲得し、自身もベストミドルブロッカー賞を受賞した。2015/16シーズンのブラジル・スーパーリーガでベストブロッカー賞、ベストサーバー賞の2冠に輝いた。2017/18シーズンはトルコリーグのニルフェル・ベレディイェスポルと契約し、リーグのベストミドルブロッカー賞を受賞した。2018/19シーズンからはプライア・クルーベでプレーしている。2019年には世界クラブ選手権に出場した。2020/21、2021/22シーズンのブラジル・スーパーリーガでリーグ連覇に貢献した。

### 代表チーム
2014年、ブラジル代表に初選出される。同年5月のモントルーバレーマスターズで代表デビューし、ベストブロッカー賞を受賞した。ワールドグランプリで金メダルを、世界選手権で銅メダルを獲得した。怪我の影響で代表から離れていたが、2017年に復帰すると同年のモントルーバレーマスターズで優勝し、自身もMVPを受賞した。同年9月のグラチャンでは銀メダルを獲得し、自身もベストミドルブロッカー賞を受賞した。2019年、ワールドカップに出場した。2021年開催の東京2020オリンピックに出場し、銀メダルを獲得した。2022年、ネーションズリーグは銀メダルを獲得し、ベストミドルブロッカー賞を受賞した。また、同年の世界選手権でも銀メダルを獲得し、ベストミドルブロッカー賞を受賞した。

## 人物
- 登録名およびシャツネームは「カロウ（Carol）」。日本のメディアでは英語読みのキャロルとして紹介される。
- 2023年にパートナーのアンネ・バイスと結婚している[4][5]。

## 球歴
- オリンピック - 2021年、2024年
- 世界選手権 - 2014年、2018年、2022年
- ネーションズリーグ - 2018年、2019年、2021年、2022年
- ワールドカップ - 2019年
- グラチャン - 2017年
- ワールドグランプリ - 2014年、2015年、2017年

## 受賞歴
- 2013年 - 世界クラブ選手権 ベストミドルブロッカー賞
- 2014年 - モントルーバレーマスターズ ベストブロッカー賞
- 2015年 - 2014/15ブラジル・スーパーリーガ ベストブロッカー賞
- 2015年 - 世界クラブ選手権 ベストミドルブロッカー賞
- 2016年 - 2015/16ブラジル・スーパーリーガ ベストブロッカー賞、ベストサーバー賞
- 2017年 - モントルーバレーマスターズ MVP、ベストミドルブロッカー賞
- 2017年 - グラチャン ベストミドルブロッカー賞
- 2018年 - 2017/18トルコリーグ ベストミドルブロッカー賞、ベストブロッカー賞
- 2019年 - 2018/19ブラジル・スーパーリーガ ベストミドルブロッカー賞
- 2021年 - 2020/21ブラジル・スーパーリーガ ベストミドルブロッカー賞
- 2021年 - 南米選手権 ベストミドルブロッカー賞
- 2022年 - ネーションズリーグ ベストミドルブロッカー賞
- 2022年 - 世界選手権 ベストミドルブロッカー賞

## 所属クラブ
- Mackenzie Esporte Clube（2005-2009年）
- EC Pinheiros（2010-2011年）
- Unilever Volêi（2011-2012年）
- EC Pinheiros（2012-2013年）
- Unilever Volêi（2013-2017年）
- ニルフェル・ベレディイェスポル（2017-2018年）
- プライア・クルーベ（2018-2023年）
- サヴィーノ・デルベーネ・スカンディッチ（2023-）